# Kanton Le François-1 Nord
Kanton Le François-1 Nord (francouzsky Canton du François-1 Nord) byl francouzský kanton v departementu Martinik v regionu Martinik. Tvořila ho část obce Le François. Zrušen byl v roce 2015.